# Церковь объединения Великобритании
Церковь объединения Великобритании (англ. Unification Church in the United Kingdom) — британское подразделение всемирной организации «Церковь объединения», основанной корейским проповедником Мун Сон Мёном в 1954 году в Южной Корее. 

## Вероучение
Основным вероучительным трудом церкви является «Божественный принцип». Доктрина Церкви объединения в синкретична и включает в себя комбинацию элементов христианства и восточных религий. Церковь проповедует идею восстановления идеала «Божьей семьи» посредством соблюдения целомудрия до брака, духовного самосовершенствования и дальнейшей верности в браке.

## История

### Основание
В 1954 году Дэвид (Санг-Чул) Ким стал первым миссионером церкви, направленным в Великобританию. По прибытии в Англию Ким изучал богословие в Уэльском университете и вёл духовные группы для первых прихожан церкви. В 1965 году Мун Сон Мён впервые посетил Великобританию, основав дл молитв верующих церкви «Святую землю» в Кенсингтонских садах Лондона. Мун работал с первыми шестью членами церкви и имел встречу с сэром Энтони Бруком, известным спиритуалистом. 

### Регистрация и расширение
В 1968 году община церкви получила официальную регистрацию «Ассоциации Святого Духа за объединение мирового христианства» (полное название церкви; англ. Holy Spirit Association for the Unification of World Christianity). Первые центры церкви были открыты в Лондоне. В 1970-е годы верующими была арендована ферма возле Рединга, ставшая её штаб-квартирой. Британские миссионеры церкви отправились на Ближний Восток. В те же годы состоялись первые Церемонии благословения браков верующих британской церкви. В 1975 года организацией было приобретено здание на Ланкастерских воротах в Лондоне. Оно стало новой штаб-квартирой церкви и остаётся ей по сей день. 

### Конфликты
В 1978 году, на фоне негативного отношения британской прессы к новой религии церковь подала судебный иск против газеты Daily Mail за клевету, но дело завершилось в 1983 году поражением церкви. Въезд в Великобританию Муну был закрыт властями, но в 2005 году Иммиграционный суд разрешил ему въезд в страну после 14-летнего запрета. 

### Современное состояние
С 2000-х годов церковь действует в Великобритании под именем «Федерация семей за мир во всём мире и объединение» (англ. Family Federation for World Peace and Unification).  В 2020-х годов церковь занимается свидетельствованием, межрелигиозным диалогом, продвижением ценностей традиционной семьи.